# Крижине
Крижине (хорв. Križine) — населений пункт у Хорватії, в Істрійській жупанії у складі міста Умаг.

## Населення
Населення за даними перепису 2011 року становило 194 осіб.
Динаміка чисельності населення поселення:

## Клімат
Середня річна температура становить 13,89 °C, середня максимальна — 27,56 °C, а середня мінімальна — -0,50 °C. Середня річна кількість опадів – 906 мм.
| Клімат поселення                              | Клімат поселення | Клімат поселення | Клімат поселення | Клімат поселення | Клімат поселення | Клімат поселення | Клімат поселення | Клімат поселення | Клімат поселення | Клімат поселення | Клімат поселення | Клімат поселення | Клімат поселення |
| Показник                                      | Січ.             | Лют.             | Бер.             | Квіт.            | Трав.            | Черв.            | Лип.             | Серп.            | Вер.             | Жовт.            | Лист.            | Груд.            |                  |
| Середній максимум, °C                         | 9,80             | 10,80            | 14,16            | 17,66            | 22,81            | 26,50            | 27,56            | 27,50            | 22,97            | 18,30            | 13,11            | 9,56             |                  |
| Середня температура, °C                       | 4,60             | 5,60             | 8,97             | 12,49            | 17,64            | 21,33            | 23,73            | 23,70            | 19,16            | 14,49            | 9,30             | 5,70             |                  |
| Середній мінімум, °C                          | −0,5             | 0,43             | 3,80             | 7,30             | 12,46            | 16,16            | 19,90            | 19,87            | 15,30            | 10,63            | 5,46             | 1,90             |                  |
| Норма опадів, мм                              | 60               | 50               | 62               | 72               | 72               | 84               | 55               | 79               | 99               | 103              | 94               | 76               |                  |
| Середньомісячна швидкість вітру, м/с          | 2.19             | 2.43             | 2.50             | 2.51             | 2.29             | 2.20             | 2.20             | 2.14             | 2.20             | 2.40             | 2.44             | 2.30             |                  |
| Середньомісячна сонячна радіація, кДж/м²·день | 4376             | 7370             | 10708            | 15330            | 19457            | 21305            | 22342            | 19119            | 14039            | 9010             | 4877             | 3704             |                  |
| --------------------------------------------- | ---------------- | ---------------- | ---------------- | ---------------- | ---------------- | ---------------- | ---------------- | ---------------- | ---------------- | ---------------- | ---------------- | ---------------- | ---------------- |
| Джерело:                                      |                  |                  |                  |                  |                  |                  |                  |                  |                  |                  |                  |                  |                  |